# Kvalifikation til VM i fodbold for kvinder 2019, UEFA - Gruppe 4
UEFAs gruppe 4 til kvalifikationen til VM i fodbold for kvinder 2019 består af fem hold: Sverige, Danmark, Ukraine, Ungarn og Kroatien. Sammensætningen af de syv grupper til det indledende gruppespil blev besluttet ved lodtrækning, der blev holdt den 25. april 2017, hvor holdene var seedet ifølge deres koefficient ranking.

## Stillingen
| Pos | Hold     | K | V | U | T | M+ | M- | MF  | P  | Kvalifikation                              |     |     |     |     |     |     |
| --- | -------- | - | - | - | - | -- | -- | --- | -- | ------------------------------------------ | --- | --- | --- | --- | --- | --- |
| 1   | Sverige  | 8 | 7 | 0 | 1 | 22 | 2  | +20 | 21 | VM i fodbold for kvinder 2019              |     | —   | 3–0 | 3–0 | 5–0 | 4–0 |
| 2   | Danmark  | 8 | 5 | 1 | 2 | 22 | 8  | +14 | 16 | Play-offs hvis blandt de fire bedste toere |     | 0–1 | —   | 1–0 | 5–1 | 1–1 |
| 3   | Ukraine  | 8 | 4 | 1 | 3 | 9  | 10 | −1  | 13 |                                            |     | 1–0 | 1–5 | —   | 2–0 | 1–1 |
| 4   | Ungarn   | 8 | 1 | 1 | 6 | 8  | 26 | −18 | 4  |                                            | 1–4 | 1–6 | 0–1 | —   | 2–2 |     |
| 5   | Kroatien | 8 | 0 | 3 | 5 | 5  | 20 | −15 | 3  |                                            | 0–2 | 0–4 | 0–3 | 1–3 | —   |     |

1. ↑  Kampen skulle være spillet den 20. oktober 2017, men blev aflyst på grund af uoverensstemmelser mellem det danske hold og deres føderation, DBU.'"`UNIQ--ref-0000000A-QINU`"' Danmark blev efterfølgende, af UEFA, taberdømt med 3-0 til Sverige.'"`UNIQ--ref-0000000B-QINU`"'

## Kampe
Tiderne er CEST (UTC+2) for datoer mellem 26. marts og 28. oktober 2017 og mellem 25. marts og 27. oktober 2018, for andre datoer er tiderne CET (UTC+1).
| 15. september 2017 18:00 |

| Ukraine                 | 1–1     | Kroatien        |
| ----------------------- | ------- | --------------- |
| Apanaschenko 75' (str.) | Rapport | Rudelic 90+1' · |

| Arena Lviv, Lviv Dommer: Florence Guillemin (Frankrig) |

| 19. september 2017 18:00 |

| Ungarn             | 1–6     | Danmark                                                                      |
| ------------------ | ------- | ---------------------------------------------------------------------------- |
| Jakabfi 41' (str.) | Rapport | - Nadim 28' (str.) - Troelsgaard 44', 67', 74' - Harder 55' - Sørensen 88' · |

| Ménfői úti Stadion, Győr Dommer: Ewa Augustyn (Polen) |

| 19. september 2017 18:00 |

| Kroatien | 0–2     | Sverige                        |
| -------- | ------- | ------------------------------ |
|          | Rapport | - Hurtig 62' - Asllani 90+2' · |

| Stadion Anđelko Herjavec, Varaždin Dommer: Eleni Lampadariou (Grækenland) |

| 19. oktober 2017 15:30 |

| Ungarn             | 2–2     | Kroatien                         |
| ------------------ | ------- | -------------------------------- |
| Csiszár 75', 90+4' | Rapport | - Žigić 79' - Dujmenović 90+1' · |

| Ménfői úti Stadion, Győr Dommer: Shona Shukrula (Holland) |

| Blev ikke spillet |

| Sverige | 3–0 (tildelt) | Danmark |
| ------- | ------------- | ------- |
|         | Rapport       |         |

|  |

1. ↑  Sverige v Danmark kampen skulle efter planen spilles den 20. oktober 2017, 18:15, men blev aflyst efter anmodning fra Danmarks fodboldforbund, DBU, på grund af uoverensstemmelser mellem spillernes repræsentanter, Spillerforeningen, og Dansk Boldspil-Union.'"`UNIQ--ref-0000001E-QINU`"''"`UNIQ--ref-0000001F-QINU`"' UEFA startede en disciplinærsag mod Danmark for at nægte at spille kampen.'"`UNIQ--ref-00000020-QINU`"' Den 16. november 2017 meddelte det svenske fodboldforbund, at de havde modtaget afgørelsen fra UEFA. Sverige fik tildelt en sejr på 3–0, mens Danmark fik en bøde på 20.000 € (ca. 150.000 danske kroner).'"`UNIQ--ref-00000021-QINU`"'

| 24. oktober 2017 18:00 |

| Kroatien | 0–4     | Danmark                                             |
| -------- | ------- | --------------------------------------------------- |
|          | Rapport | - Harder 7', 27' - Christiansen 89' - Bruun 90+4' · |

| Stadion ŠRC Zaprešić, Zaprešić Dommer: Lorraine Clark Skotland |

| 24. oktober 2017 18:45 |

| Sverige                                                   | 5–0     | Ungarn |
| --------------------------------------------------------- | ------- | ------ |
| - Hurtig 14' - Fischer 20' - Asllani 42', 50' - Seger 43' | Rapport |        |

| Borås Arena, Borås Dommer: Meliz Özçiğdem (Tyrkiet) |

| 24. november 2017 15:00 |

| Ungarn | 0-1     | Ukraine              |
| ------ | ------- | -------------------- |
|        | Rapport | Apanaschenko 90+5' · |

| Balmazújvárosi Városi Sportpálya Tilskuere: 500 Dommer: P. Brady (Irland) |

| 5. april 2018 18:00 |

| Ungarn   | 1-4     | Sverige                                                          |
| -------- | ------- | ---------------------------------------------------------------- |
| Vágó 63' | Rapport | - Seger 17' - Jakobsson 25' - Blackstenius 87' - Larsson 90+3' · |

| Haladás Stadion Tilskuere: 872 Dommer: Viola Raudziņa (Letland) |

| 5. april 2018 17:00 |

| Kroatien | 0-3     | Ukraine                                         |
| -------- | ------- | ----------------------------------------------- |
|          | Rapport | - Bosnjak 25' - Kozyrenko 41' - Kozyrenko 45' · |

| Stadion Stanovi, Zadar Tilskuere: 500 Dommer: Marte Soro (Norge) |

| 9. april 2018 18:00 |

| Danmark         | 1-0     | Ukraine |
| --------------- | ------- | ------- |
| Troelsgaard 79' | Rapport |         |

| Energi Viborg Arena, Viborg Tilskuere: 5471 Dommer: Jana Adamkova (Tjekkiet) |

| 9. april 2018 17:00 |

| Kroatien    | 1-3     | Ungarn                                |
| ----------- | ------- | ------------------------------------- |
| Žigić 90+4' | Rapport | - Vágó 43' - Jakabfi 72' - Vágó 84' · |

| Stadion Stanovi, Zadar Tilskuere: 500 Dommer: Cheryl Foster (Wales) |

| 7. juni 2018 18:45 |

| Sverige                                                               | 4-0     | Kroatien |
| --------------------------------------------------------------------- | ------- | -------- |
| - Blackstenius 16' - Rubensson 63' - Blackstenius 67' - Folkesson 90' | Rapport |          |

| Gamla Ullevi, Gøteborg Dommer: Marta Frías Acedo (Spanien) |

| 8. juni 2018 18:00 |

| Ukraine         | 1-5     | Danmark                                                                     |
| --------------- | ------- | --------------------------------------------------------------------------- |
| Ovdiychuk 90+2' | Rapport | - Nadim 6' - Harder 33' - Nadim 52' - Troelsgaard 81' - Troelsgaard 90+4' · |

| Arena L'viv, L'viv Dommer: Carina Susanna Vitulano (Italien) |

| 12. juni 2018 18:00 |

| Danmark                                                | 5-1     | Ungarn          |
| ------------------------------------------------------ | ------- | --------------- |
| - Nadim 44', 45' - Boye 47' - Nielsen 57' - Harder 90' | Rapport | - Jakabfi 24' · |

| Viborg Tilskuere: 7.028 Dommer: Rebecca Welch (England) |

| 12. juni 2018 18:00 |

| Ukraine            | 1-0     | Sverige |
| ------------------ | ------- | ------- |
| - Apanaschenko 41' | Rapport |         |

| Arena L'viv, L'viv Dommer: Petra Pavlikova (Slovakiet) |

| 30. august 2018 |

| Sverige |         | Ukraine |
| ------- | ------- | ------- |
|         | Rapport |         |

|  |

| 30. august 2018 |

| Danmark |         | Kroatien |
| ------- | ------- | -------- |
|         | Rapport |          |

|  |

| 4. september 2018 |

| Danmark |         | Sverige |
| ------- | ------- | ------- |
|         | Rapport |         |

|  |

| 4. september 2018 |

| Ukraine |         | Ungarn |
| ------- | ------- | ------ |
|         | Rapport |        |

|  |

## Målscorere
Der er blevet scoret 55 mål i 15 kampe, i gennemsnit 3.67 mål per kamp (per 13. juni 2018). Resultatet af den aflyste kamp Sverige-Danmark er ikke medregnet.
6 mål
- Sanne Troelsgaard

5 mål
- Nadia Nadim
- Pernille Harder

3 mål
- Kosovare Asllani
- Daryna Apanaschenko
- Zsanett Jakabfi
- Fanni Vágó

2 mål
- Sandra Žigić
- Stina Blackstenius
- Lina Hurtig
- Tetyana Kozyrenko

1 mål
- Signe Bruun
- Nanna Christiansen
- Nicoline Sørensen
- Simone Boye Sørensen
- Theresa Nielsen
- Isabella Dujmenović
- Ivana Rudelic
- Nilla Fischer
- Caroline Seger
- Elin Rubensson
- Hanna Folkesson
- Matea Bosnjak
- Olha Ovdiychuk
- Henrietta Csiszár